# IC 3323
IC 3323 је појединачна звијезда у сазвјежђу Береникина коса која се налази на листи објеката дубоког неба у Индекс каталогу.
Деклинација објекта је + 27° 32' 36" а ректасцензија 12h 25m 48,2s.